# مهدي مومني لاريمي
مهدي مومني لاريمي (1 يناير 1985 بقائم شهر في إيران - ) هو لاعب كرة قدم إيراني في مركز الوسط. لعب مع نادي استقلال خوزستان ونادي استقلال طهران ونادي صبا قم ونادي فولاد خوزستان ونادي نساجي مازندران ونادي نفط طهران.